# René Jules Thion de la Chaume
René Jules Thion de la Chaume (Le Vésinet, 28 maggio 1877 – Parigi, 3 gennaio 1940) è stato uno schermidore francese.
Partecipò ai Giochi della II Olimpiade di Parigi nella gara di spada individuale, dove fu eliminato al primo turno.